# غرانت هارفي
غرانت هارفي هو كاتب سيناريو ومخرج كندي، ولد في 5 فبراير 1966 في تومبسون في كندا.

## وصلات خارجية
- غرانت هارفي على موقع IMDb (الإنجليزية)
- غرانت هارفي على موقع ألو سيني (الفرنسية)
- غرانت هارفي على موقع قاعدة بيانات الفيلم (الإنجليزية)